# Friendly Enemies (1942)
Friendly Enemies (deutsch Freundliche Feinde) ist ein US-amerikanisches Filmdrama von Allan Dwan aus dem Jahr 1942. Charles Winninger und Charlie Ruggles spielen in die USA emigrierte Freunde, deren Freundschaft sich während des Ersten Weltkriegs bewähren muss. In tragenden Rollen sind James Craig und Nancy Kelly besetzt. Das Drehbuch geht zurück auf ein von Aaron Hoffman und Samuel Shipman verfasstes Stück, das von Juli 1918 bis August 1919 unter demselben Titel am Broadway lief. Eine Verfilmung erfolgte erstmals 1925.
Jack Whitney war mit dem Film bei den 15. Academy Awards 1943 in der Kategorie „Bester Ton“ für einen Oscar nominiert.

## Handlung
Erster Weltkrieg: Karl Pfeiffer, ein gebürtiger Deutscher, missbilligt die Entscheidung des amerikanischen Präsidenten Woodrow Wilsons, amerikanische Truppen nach Europa zu schicken. Er fürchtet um die Menschen in seinem Vaterland, die durch die alliierten Truppen zu Tode kommen könnten. Nach wie vor ist Pfeiffer, der in Amerika in der Brauereibranche reich geworden ist, stolz auf sein deutsches Vaterland. In seinem Kopf macht sich die Idee breit, wie er wohl am besten zum Frieden beitragen könne, wodurch er offen ist für die Manipulationen des Saboteurs Anton Miller. Miller stellt sich Pfeiffer unter dem Namen George Stewart vor und hat es leicht, Pfeiffer zu überreden 50.000 Dollar für eine, wie er sagt, Propagandakampagne zu spenden, die den Krieg beenden soll. Er bestellt den Schwindler für den nächsten Tag in seine in der Upper East Side gelegene Wohnung, wo er ihm einen entsprechenden Scheck übergeben will.
Am Abend vor der Übergabe bereiten Maria, Pfeiffers Frau seit 30 Jahren, und June Block, seine zukünftige Schwiegertochter, ein Abendessen vor, zu dem Junes Vater Henry Block geladen ist. Henry Block ist ein Deutsch-Amerikaner, der sich gut in sein neues Heimatland integriert hat und vertritt politische Ansichten, die im Gegensatz zu denen seines Freundes Karl Pfeiffer stehen. Daraus folgt auch, dass, sobald die beiden Männer zusammen sind, sich ein Streitgespräch zwischen ihnen kaum vermeiden lässt. Da Karl mit seiner Meinung selten hinter den Berg hält und sein explosives Temperament allen bekannt ist, die mit ihm zu tun haben, hat seine Familie ihm bisher die Tatsache verschwiegen, dass sein Sohn William der amerikanischen Armee beigetreten ist. Das Geheimnis lässt sich jedoch nicht länger verbergen, da William wegen einer vorzeitigen Abreise seines Regiments an diesem Abend mit seiner Familie über einen früheren Hochzeitstermin spricht. Karl Pfeiffer ist ob dieser Tatsache so erschüttert, dass er die Wohnung wortlos verlässt. Am nächsten Tag versucht er vergeblich auf seinen Sohn einzuwirken, seine Entscheidung noch einmal zu überdenken.
Als der falsche Stewart den Scheck über 50.000 Dollar bei Karl abholt, wird er gewahr, das Karl ein Freund von Henry ist, der noch vermögender ist als Pfeiffer. Er bittet Karl, ihm ein Treffen mit Henry zu ermöglichen.
William ist gerade mit seiner Truppe auf einem Schiff unterwegs nach Europa, als Karl durch Miller unterrichtet wird, wofür er sein Geld eingesetzt hat. Voller Stolz berichtet er, dass das Schiff auf dem die amerikanischen Soldaten und somit auch William ist, versenkt werde. Karl ist erschüttert über seinen Irrtum und darüber, dass er Miller geglaubt hat, etwas für den Frieden tun zu wollen. Er schwört Rache und ist fest entschlossen, Miller zu töten. Als er mit seinem Freund Henry darüber spricht, bewahrt der einen kühlen Kopf und zusammen fasst man den Entschluss den Saboteur Miller dingfest zu machen. Als Miller bei Karl erscheint, um sich dort mit Henry zu treffen, bringen die Männer ihn dazu, seine wahre Identität preiszugeben, woraufhin die Polizei erscheint und ihn festnimmt.
Zum Glück stellt sich heraus, dass Karls Sohn der Schiffstragödie nicht zum Opfer gefallen ist. Wohlbehalten kehrt er in seine Heimat zurück. Das Glück, seinen Sohn wieder in die Arme schließen zu können, bringt Karl dazu, seine bisherige politische Überzeugung zu überdenken, was sogar so weit geht, dass seine Familie den heißgeliebten Apfelstrudel nur noch als Applepie bezeichnen soll. Karl feiert zusammen mit seiner Familie seine neue patriotische Einstellung und gemeinsam mit ihr stimmt er auch mit ein, als ein Chor das Lied My Country, ’Tis of Thee singt.

## Produktion

### Produktionsnotizen
Produziert wurde der Film von Edward Small Productions, vertrieben von United Artists. Die Dreharbeiten begannen am 5. Februar und dauerten bis Mitte März 1942.

### Hintergrund
Edward G. Boyle war für die Filmbauten verantwortlich. In der Fachzeitschrift der Filmindustrie The Hollywood Reporter wurde Sharon Douglas in der Besetzungsliste geführt. Dem Film wurde ein Vorwort des im Ersten Weltkrieg amtierenden amerikanischen Präsidenten Woodrow Wilson vorangestellt, was ein Novum gewesen sein soll. Im Werbematerial zum Film wurde darauf hingewiesen, welche Schwierigkeiten Ken Walton bei der Beschaffung einer deutschsprachigen Zeitung als Requisite für den Film zu einer Zeit gehabt habe, da das FBI Druckverbote für deutsche Publikationen streng überwachte. Für die Leinwand wurde der Film erstmals 1925 von George Melford adaptiert.

## Rezeption

### Veröffentlichung
Am 19. Juni 1942 fand die Premiere des Films in New York statt. Am 21. Juni 1942 lief der Film dann allgemein in den USA an. Am 10. Dezember 1943 wurde er unter dem Titel Enemigos amistosos in Mexiko veröffentlicht, am 3. Dezember 1946 in London und am 17. Juli 1953 unter dem Titel Vaarallinen asiamies in Finnland. Gezeigt wurde er zudem unter dem Titel Inimigos Amistosos in Brasilien und unter dem Titel Amichevole rivalità in Italien.

### Kritik
Für The New York Times sah der Kritiker T.S. den Film. Er kritisierte vor allem, dass der im Ersten Weltkrieg spielende Film inzwischen überholt sei von einem anderen Krieg und die endlosen Streitereien eines Paares hitzköpfiger alter deutscher Einwanderer, einer voll hinter seiner neuen Heimat stehend und der andere, immer noch in sein Vaterland verliebt, zwar die Generation 1918 in rosige Stimmung getaucht haben möge, das Ganze aber heute synthetisch wirke und die Komödie so schwer wie einen deutschen Knödel mache. Was 1918 zu Tränen so oder so Anlass gegeben habe, wirke 1942 schlichtweg künstlich, auch wenn Charles Winninger und Charles Ruggles als cholerische Sparringspartner ihr Bestes gäben, um der alten Geschichte ein wenig Leben einzuhauchen. Zur Leistung von Ilka Grüning als ‚Mama‘ Pfeiffer und James Craig und Nancy Kelly ist von einer hektischen Darbietung die Rede, zudem seien die romantisch gesinnten Kinder fast so farblos wie das Drehbuch es ausdrücke. Diese Geschichte möge vor fünfundzwanzig Jahren eine gemütliche Komödie abgegeben haben, sei heute jedoch nur noch merkwürdig sentimental und eintönig.

### Auszeichnung
Oscarverleihung 1943:
- Oscarnominierung für Jack Whitney in der Kategorie „Bester Ton“.
 Der Oscar ging jedoch an Nathan Levinson und den mehrfach ausgezeichneten Musicalfilm Yankee Doodle Dandy von Michael Curtiz.